# Fritz Wotruba
Fritz Wotruba (23. dubna 1907 Vídeň – 28. srpna 1975 Vídeň) byl rakouský sochař a architekt.

## Život
Ve čtrnácti letech se vyučil rytcem. Řemeslo i vykonával, ale nakonec v roce 1926 začal studovat sochařství na Uměleckoprůmyslové škole ve Vídni, kde ho vedli Anton Hanak a Eugen Steinhof. Absolvoval roku 1929, v roce 1931 měl první samostatnou výstavu ve Folkwang Museu v Essenu. Roku 1934, po nástupu autoritářského režimu, odešel prvně do Švýcarska, definitivně pak po Anšlusu v roce 1938. Do Rakouska se vrátil po druhé světové válce, roku 1945. Učil na vídeňské Akademii, a to až do smrti. K jeho žákům patří Joannis Avramidis, Alfred Hrdlicka nebo Roland Goeschl. V 60. letech dělal často scénografa a kostýmního výtvarníka pro Burgtheater, salcburské divadlo Felsenreischule či pro berlínskou operu. Roku 1971 získal unikátní nabídku vytvořit architektonický návrh kostela Nejsvětější trojice ve vídeňském okrsku Liesing, ve čtvrti Mauer. Otiskl do stavby svůj typický styl, který se ale blíží k architektonickému brutalismu, k němuž je stavba též často řazena. Kostel se stal jedním z nejslavnějších Wotrubových děl, často je zvaný Wotrubakirche (Wotrubův kostel). Celá budova se skládá ze 152 asymetrických betonových kvádrů o velikosti 0,84 m³ až 64 m³, vážících od 2 do 141 tun. Nejdelší blok měří 13 metrů. Celý kostel je 13 metrů dlouhý, 22 metrů široký a 15 metrů vysoký.

## Galerie

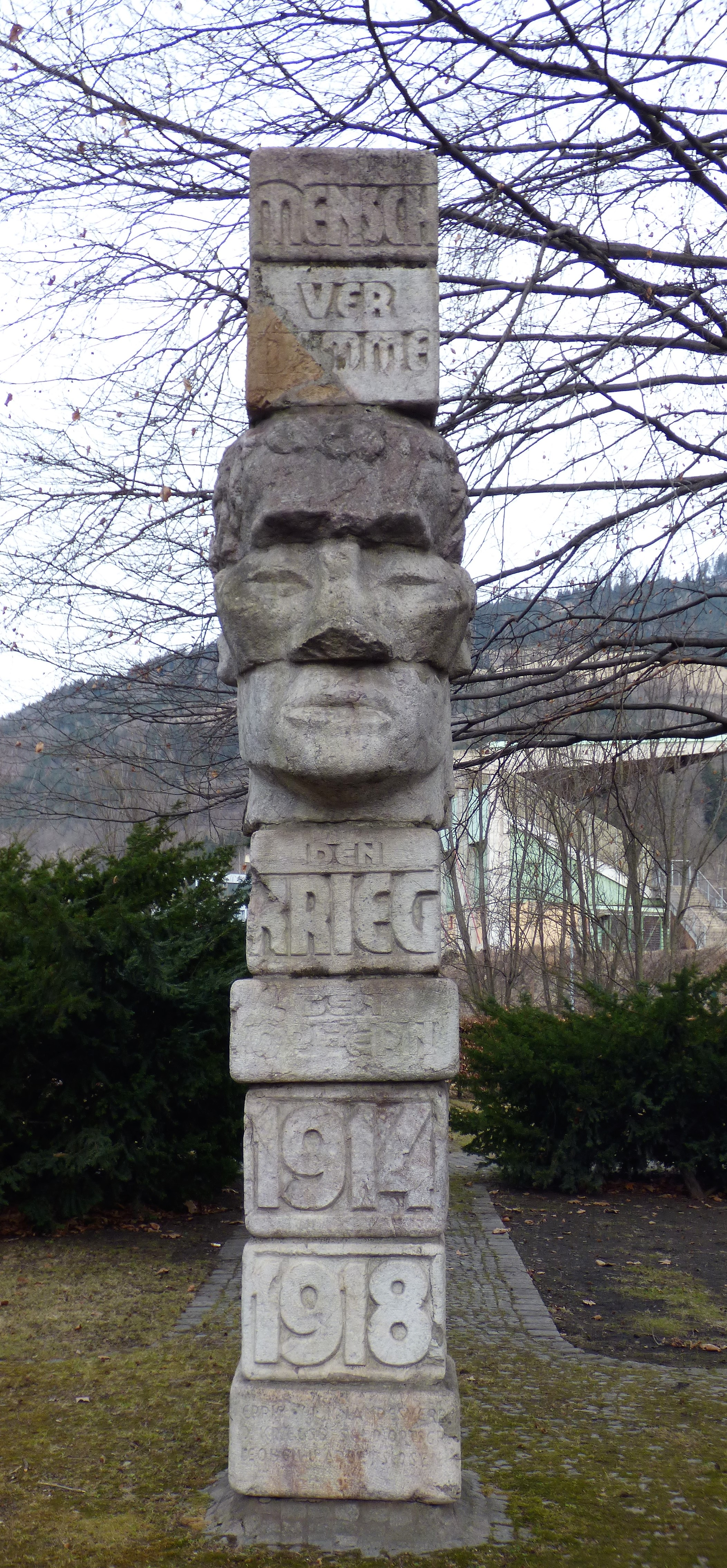
Člověče, odsuď válku (1932)
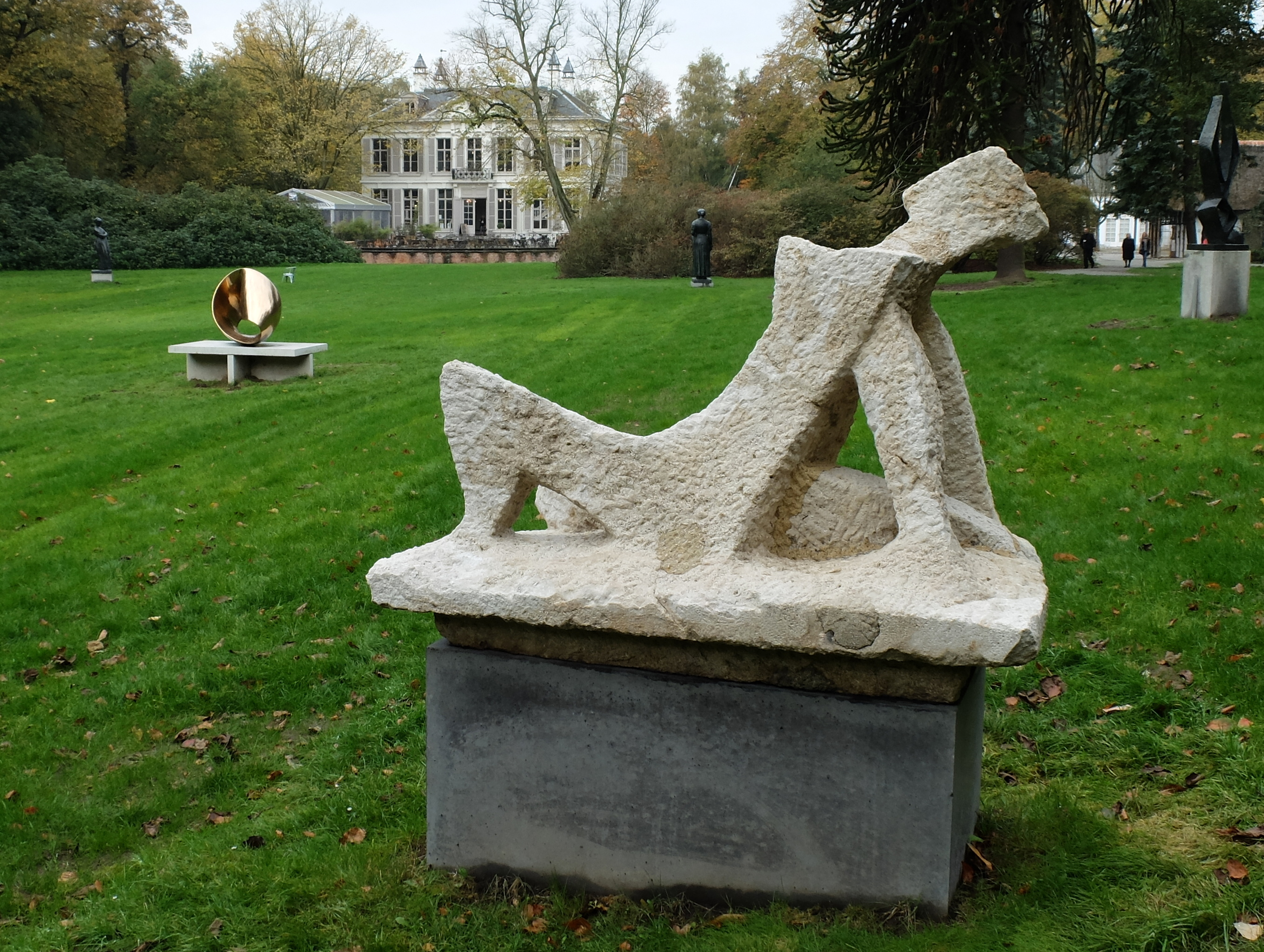
Ženský kámen (1948)
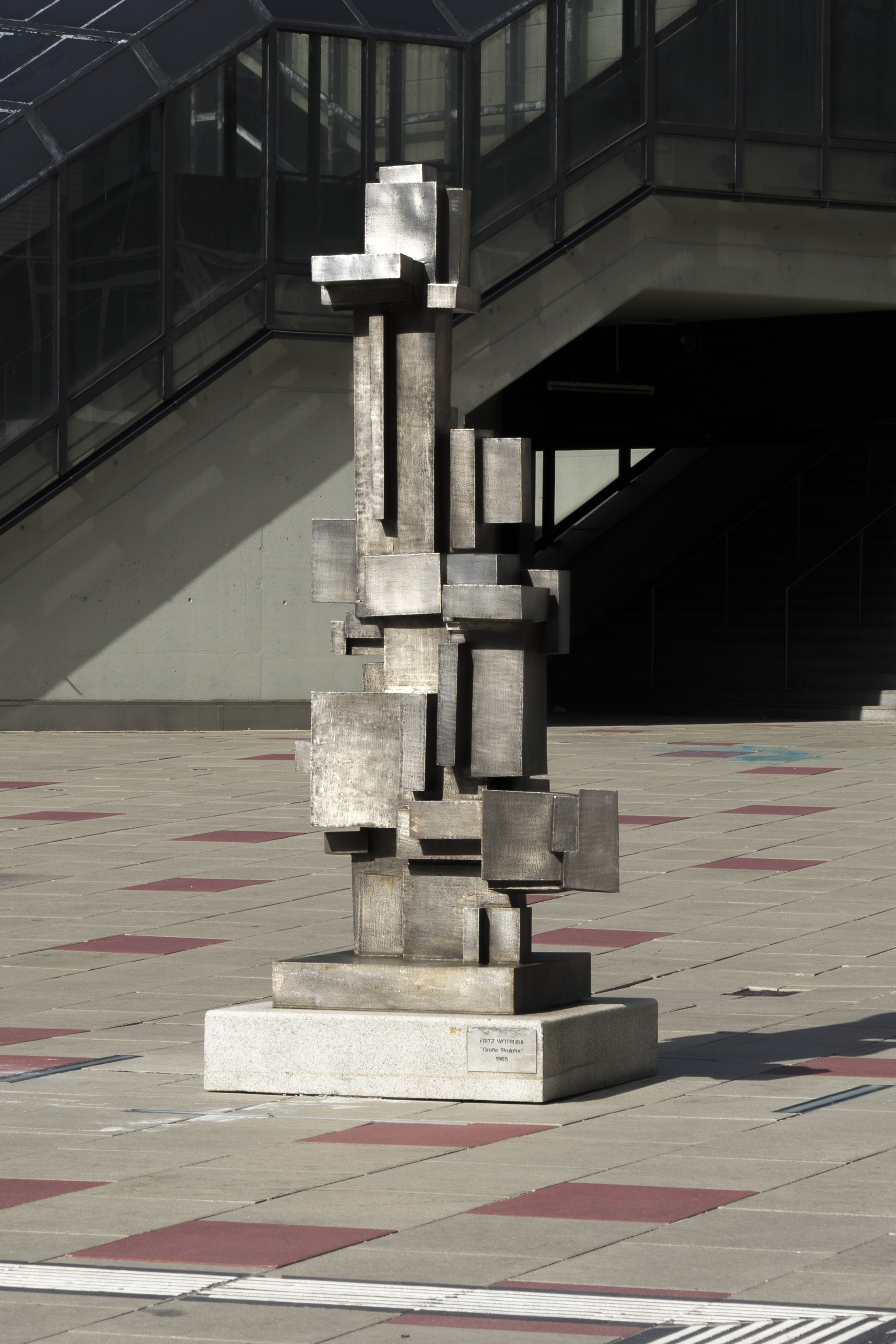
Velká postava (1965)
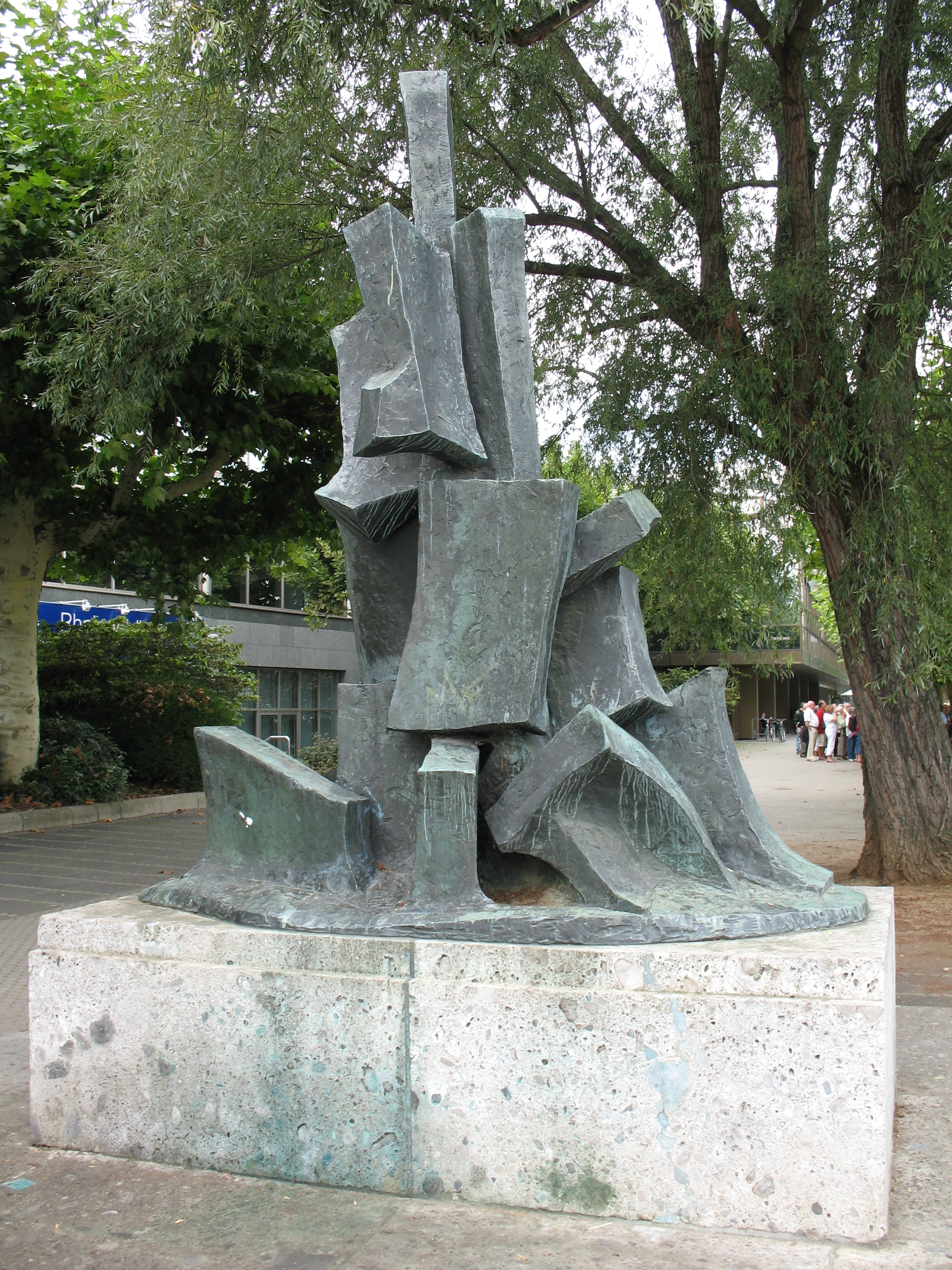
Památník Richarda Wagnera (1970)
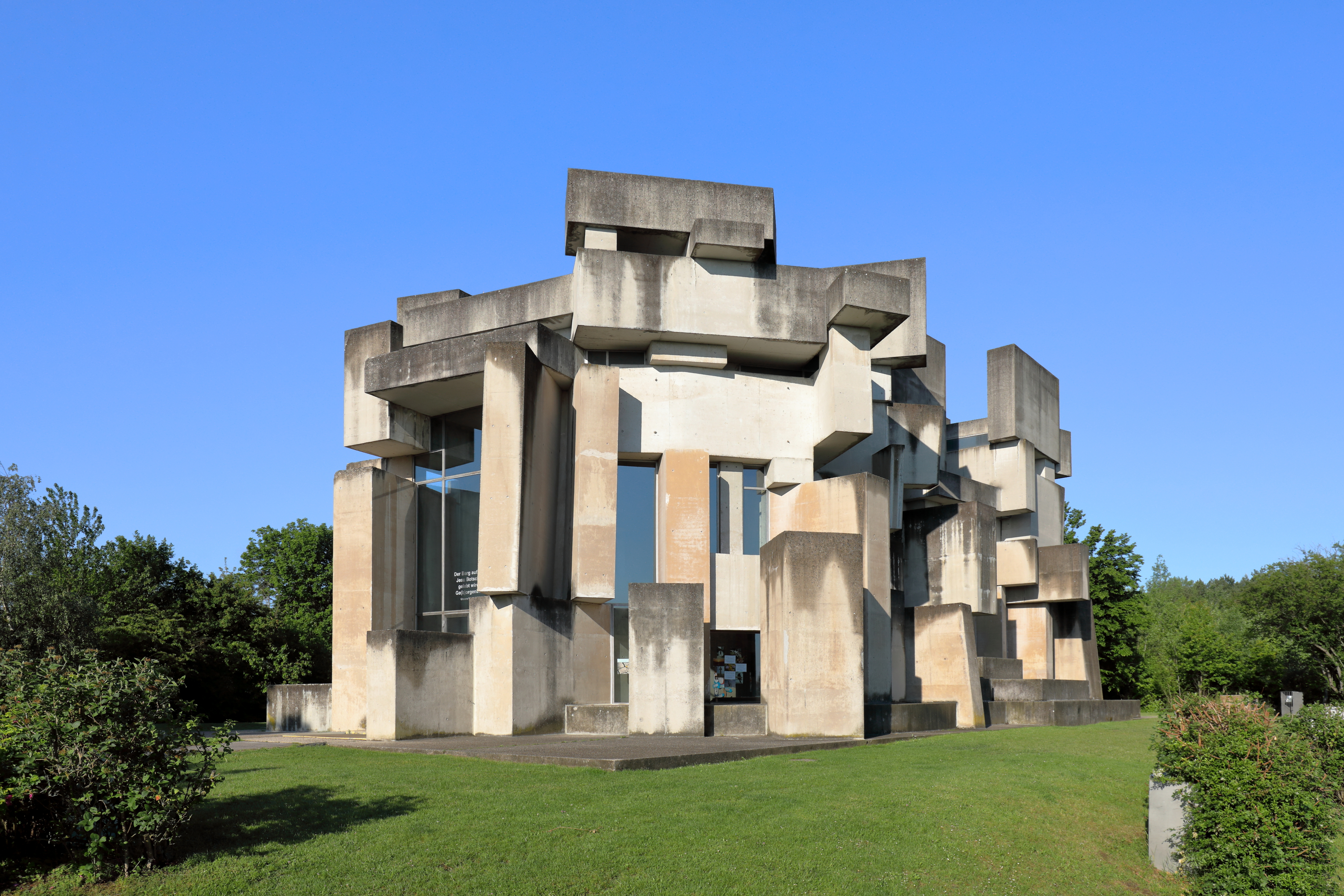
Wotrubakirche (1974–1976)
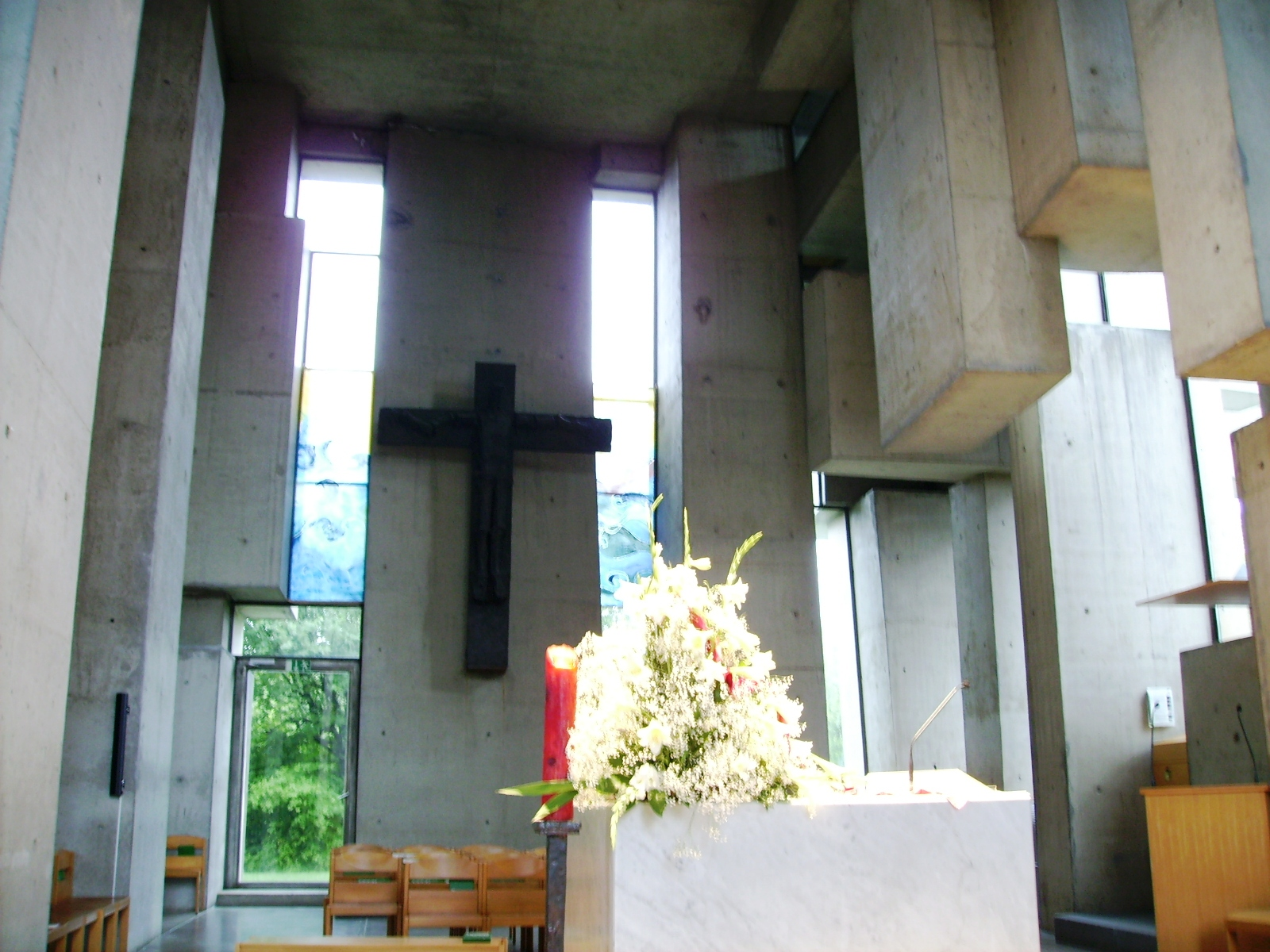
Wotrubakirche, interiér